# Blek Hils
Blek Hils su mali i izolovani planinski masiv koji se izdiže iz Velike ravnice Severne Amerike u zapadnom delu Južne Dakote i proteže se u Vajoming, Sjedinjene Države. Vrh Crni los (ranije poznat kao vrh Harni), koji se uzdiže do 2.208 m (7.244 ft), najviši je vrh venca. Vrh Blek Hilsa obuhvata Nacionalnu šumu Blek Hils. Naziv „Crna brda” je prevod lakotskog naziva Pahá Sápa. Brda su tako nazvana zbog svog tamnog izgleda izdaleka, jer su bila prekrivena drvećem.
Indijanci imaju dugu istoriju na Crnim brdima. Nakon pobede nad Čejenima 1776. godine, Lakote su zauzele teritoriju Crnih brda, koja je postala centralna za njihovu kulturu. Godine 1868, američka vlada je 1868. godine potpisala Sporazum iz Fort Laramija, uspostavljajući Veliki rezervat Sijuksa zapadno od reke Misuri, i zauvek izuzimajući Blek Hils od naseljavanja belaca. Međutim, kada su doseljenici 1874. godine tamo otkrili zlato, kao rezultat ekspedicije Džordža Armstronga Kastera na Crnim brdima, rudari su tokom zlatne groznice upali u to područje. Američka vlada je zauzela Blek Hils i 1889. godine, protiv njihove želje, prerasporedila Lakote u pet manjih rezervata u zapadnoj Južnoj Dakoti, rasprodavši 9 miliona hektara njihove bivše zemlje. Za razliku od većine Južne Dakote, Amerikanci evropskog porekla su naselili Crna brda prvenstveno iz populacionih centara koji su se nalazili zapadno i južno od ovog regiona, jer su rudari tamo prispevali sa ranijih lokacija zlatnog buma u Koloradu i Montani.
Kako je od kraja 20. veka u ekonomiji Crnih brda smanjen značaj prirodnih resursa (rudarstvo i drvna građa), došlo je do razvoja ugostiteljske i turističke industrije. Lokalno stanovništvo deli Crna brda na dva područja: „Južna brda” i „Severna brda”. Južna brda su dom Maunt Rašmora, Nacionalnog parka Vind pećina, Nacionalnog spomenika Džul pećina, vrha Crni los (najviša tačka u Sjedinjenim Američkim Državama istočno od Stenovitih planina, nekada poznatijeg kao vrh Harni), Kasterov državni park (najveći državni park u Južnoj Dakoti), Spomenik Ludom Konju i Mamutsko nalazište u Hot Springsu, najveći svetski istraživčki centar mamuta.
Atrakcije u Severnim brdima uključuju Spirfiš kanjon, istorijski Dedvud i motociklistički reli Sterdžis, koji se održava svakog avgusta. Prvi reli održan je 14. avgusta 1938. godine, a na 75. reliju 2015. godine više od milion bajkera posetilo je Blek Hils. Nacionalnog spomenika Devils Tauer, smešten u vajominškom Blek Hilsu, važna je atrakcija u blizini i bio je prvi nacionalni spomenik Sjedinjenih Država.

## Geologija
Geologija Blek Hilsa je kompleksna. Tercijarna epizoda gradnje planina odgovorna je za podizanje i trenutnu topografiju regiona Crnih brda. Ovo uzdizanje obeležilo je vulkansko delovanje na severu Crnih brda. Južna Crna brda su karakterisana predkambrijskim granitom, pegmatitom i metamorfnim stenama koje čine jezgro celog uzdizanja Crnih brda. Ovo jezgro je obrubljeno sedimentnim stenama paleozoika, mezozoika i kenozoika. Stratigrafija Crnih brda postavljena je poput mete, budući da je ovalna kupola, sa prstenovima različitih vrsta stena koji se udaljavaju od centra.

### Prekambrijum
„Bikovo oko” ove mete naziva se granitno jezgro. Granit Crnih brda postavljen je magmom koja je generisana tokom Trans-Hadsonske orogeneze i sadrži obilje pegmatita. Jezgro Crnih brda datirano je na 1,8 milijardi godina. Ostali lokalizovani depoziti datirani su oko 2,2 do 2,8 milijardi godina. Jedan od njih nalazi se na severnim brdima. On se naziva granit Frencuskog potoka, iako je preobražen u gnajs. Drugi se zove kompleks Medveđe planine, a nalazi se u zapadno-centralnom delu brda.
SastaV koncentričnog prstena oko jezgra je metamorfna zona. Sve stene u ovom prstenu su veoma stare, čak dve milijarde godina i više. Ova zona je veoma složena, ispunjena mnogim raznolikim vrstama stena. Stene su prvobitno bile sedimentne, sve dok nije došlo do sudara između severnoameričkog kontinenta i terејna. Ova kolizija, nazvana |Trans-Hadsonske orogenezom, prouzrokovala je da se prvobitne stene preklope i izvrnu u ogroman planinski lanac. Tokom miliona godina, ove nagnute stene, koje su u mnogim područjima nagnute do 90 stepeni ili više, erodirale su. Danas se vide dokazi o ovoj eroziji na Crnim brdima, gde se metamorfne stene završavaju ugaonom diskordancijom ispod mlađih sedimentnih slojeva.

### Paleozoik
Završni slojevi Crnih brda sastoje se od sedimentnih stena. Najstarije leže na vrhu metamorfnih slojeva pod znatno manjim uglom. Ova stena nazvana Dedvud formacija uglavnom je peščarna, i bila je izvor zlata pronađenog u Dedvud području. Iznad formacije Dedvud leži formacija Inglvud i krečnjak Pahasapa, koji je izvor više od 200 pećina pronađenih na Crnim brdima, uključujući Džul pećinu i Vind pećinu. Sledeća je formacija Minelusa koja se sastoji od veoma promenljivih peščara i krečnjaka praćenih škriljevcem Opeče i krečnjakom Minekahta.

### Mezozoik
Sledeći stenski sloj, Spirfiš formacija, formira dolinu oko brda koja se naziva Crvena dolina, a često se naziva i trkačkom stazom. Uglavnom je to crveni škriljevac sa gipsanim nanosima i okružuje veći deo Crnih brda. Ovi nanosi od škriljevca i gipsa, kao i obližnji krečnjački segmenti u Minekahti, koriste se u proizvodnji cementa u fabrici cementa u Rapid Sitiju. Sledeća je formacija Sandans od škriljaca i peščara, na čijem su vrhu Morison formacija i peščar Ankpapa.

### Kenozoik
Prethodni slojevi su postavljeni horizontalno. Svi oni se mogu videti u uzorcima jezgra i bušotinama iz najravnijih delova Velike ravnice. Bio je potreban period uspona da ih dovedu na sadašnje topografske nivoe u Crnim brdima. Ovo uzdizanje nazvano orogeneza Laramida, započelo je početkom kenozoika i ostavilo je niz magmatskih stena kroz severna brda iznad stena o kojima je već bilo reči. Ova linija se proteže od Ber Bjuta na istoku do Đavolje kule na zapadu. Dokazi o kenozojskim vulkanskim erupcijama, ako se to dogodilo, odavno su erodirani.
Crna brda takođe imaju 'pokrivače' od šljunka koji ih pokrivaju u oblastima koje se nazivaju pedimenti. Nastali kao vodeni putevi urezani u uzdignuta brda, predstavljaju nekadašnje lokacije današnjih reka. Ovi slojevi su uglavnom stari oko 10.000 godina ili mlađi, sudeći po pronađenim artefaktima i fosilima. Nekoliko mesta, uglavnom na visokim nadmorskim visinama, su starija, čak od 20 miliona godina, prema pronađenim fosilima kamila i glodara. Pronađeno je nešto šljunka, ali uglavnom su ovi stariji slojevi erodirani.

## Literatura
- Zieske, Scott (пролеће  1985). „Fly Fishing in the Black Hills ca 1910” (PDF). The American Fly Fisher. Manchester, VT: American Museum of Fly Fishing. 12 (2): 22—25. Архивирано из оригинала (PDF) 2015-09-06. г. Приступљено 2014-11-19.
- Barkan, Elazar (2000). The Guilt of Nations: Restitution and Negotiating Historical Injustices. The American Journal of International Law. 95. New York: Norton. стр. 414. ISBN 978-0-393-04886-5. JSTOR 2668527. doi:10.2307/2668527.
- Lazarus, Edward (1991). Black Hills/White Justice: The Sioux Nation versus the United States, 1775 to the Present. New York: HarperCollins. стр. 492. ISBN 978-0-8032-7987-2.
- Weinstein, Allen (2002). The Story of America: Freedom and Crisis From Settlement to Superpower. New York: DK Publishing Co. стр. 688. ISBN 978-0-7894-8903-6. OCLC 50985159.
- Ostler, J (2011). The Lakotas and the Black Hills : the struggle for sacred ground. Penguin. ISBN 978-0143119203.
- Ostler, Jeffrey (јун 2011). The Lakotas and the Black Hills : the struggle for sacred ground. New York: Penguin. ISBN 978-0-14-311920-3. OCLC 681497358.
- Bell, Robert A. (2018-02-10). „The Fort Laramie Treaty of 1868 and the Sioux: Is the United States Honoring the Agreements it Made?”. Indigenous Policy Journal (на језику: енглески). 28 (3). ISSN 2158-4168. Архивирано из оригинала 18. 05. 2024. г. Приступљено 02. 10. 2020.
- Kappler, Charles Joseph. Indian affairs: Laws and treaties. 172. стр. (page needed).
- United States Court of Appeals, Eighth Circuit (1981). „650 F2d 140 Oglala Sioux Tribe of Pine Ridge Indian Reservation v. United States”. F2d (650). OpenJurist.org: 140. Приступљено 13. 6. 2010.
- United States Court of Appeals, Eighth Circuit. „The OGLALA SIOUX TRIBE OF the PINE RIDGE INDIAN RESERVATION, Appellant, v. HOMESTAKE MINING CO., et al., Appellees”. Public.resource.org. Архивирано из оригинала 2010-05-15. г. Приступљено 13. 6. 2010.<
- Eyanopopi: The Heart of the Sioux. Irwindale, California: Centre Communications. 1988. Архивирано из оригинала 4. 1. 2013. г. Приступљено 3. 12. 2012.

## Spoljašnje veze
- „Black Hills”.  (на језику: енглески). 3 (11 изд.). 1911.
- Blek Hils na veb-sajtu  (језик: енглески)